# Dussen
Dussen est un village néerlandais de la commune d'Altena dans la province du Brabant-Septentrional.
On y trouve le château de Dussen.